# Orobica Calcio Bergamo 2017-2018
Questa voce raccoglie le informazioni riguardanti l'Associazione Sportiva Dilettantistica Orobica Calcio Bergamo nelle competizioni ufficiali della stagione 2017-2018.

## Organigramma societario
Dati tratti dai siti ufficiale e Football.it
Area amministrativa
- Presidente: Patrizia Meroni
- Vice Presidente: Raffaella Tammeo
- Dirigente sportivo: Antonio Marini
- Segretario e addetto stampa: Antonio Castiglione

Area tecnica
- Allenatore: Marianna Marini
- Collaboratrice tecnica: Raffaella Tammeo
- Preparatore portieri: Luca Piazzalunga
- Preparatrice atletica: Alessia Giudici

## Rosa
Rosa e ruoli tratti dal sito Football.it
| N. |                   | Ruolo | Calciatrice       |
| -- | ----------------- | ----- | ----------------- |
|    | Italia (bandiera) | P     | Milena Bertazzoli |
|    | Italia (bandiera) | P     | Laura Calvi       |
|    | Italia (bandiera) | P     | Lia Lonni         |
|    | Italia (bandiera) | D     | Marta Brasi       |
|    | Italia (bandiera) | D     | Claudia Crippa    |
|    | Italia (bandiera) | D     | Laura Mazzoleni   |
|    | Italia (bandiera) | D     | Giorgia Milesi    |
|    | Italia (bandiera) | D     | Michela Milesi    |
|    | Italia (bandiera) | D     | Vanessa Rossi     |
|    | Italia (bandiera) | D     | Guya Vavassori    |
|    | Italia (bandiera) | D     | Chiara Viscardi   |
|    | Italia (bandiera) | D     | Martina Zamboni   |
|    | Italia (bandiera) | C     | Chiara Barcella   |

| N. |                   | Ruolo | Calciatrice             |
| -- | ----------------- | ----- | ----------------------- |
|    | Italia (bandiera) | C     | Alice Cirillo           |
|    | Italia (bandiera) | C     | Martina Foiadelli       |
|    | Italia (bandiera) | C     | Valeria Madaschi        |
|    | Italia (bandiera) | C     | Cristina Merli          |
|    | Italia (bandiera) | C     | Federica Parsani        |
|    | Italia (bandiera) | C     | Chiara Poeta (capitano) |
|    | Italia (bandiera) | C     | Marzia Visani           |
|    | Italia (bandiera) | A     | Roberta Ardemagni       |
|    | Italia (bandiera) | A     | Valeria Fodri           |
|    | Italia (bandiera) | A     | Elisa Gaspari           |
|    | Italia (bandiera) | A     | Chiara Massussi         |
|    | Italia (bandiera) | A     | Luana Merli             |

## Calciomercato

### Sessione estiva
| Acquisti | Acquisti      | Acquisti        | Acquisti   |
| R.       | Nome          | da              | Modalità   |
| -------- | ------------- | --------------- | ---------- |
| C        | Alice Cirillo | Olimpia Paitone | definitivo |

| Cessioni | Cessioni           | Cessioni                | Cessioni   |
| R.       | Nome               | a                       | Modalità   |
| -------- | ------------------ | ----------------------- | ---------- |
| P        | Silvia Monaci      | Fara Olivana Con Sola   | definitivo |
| P        | Margherita Salvi   | Mozzanica               | definitivo |
| D        | Federica Asperti   |                         | svincolata |
| C        | Chiara Bonacina    | Presezzo                | definitivo |
| C        | Valentina Quistini | Fara Olivana Con Sola   | definitivo |
| C        | Rachele Sartirani  | Polisportiva Montirosso | definitivo |
| C        | Amalia Vezzoli     | Olimpia Paitone         | definitivo |
| A        | Serena Manzoni     |                         | svincolata |

## Risultati

### Serie B

#### Girone di andata
| Arbitro: | Simone Gauzolino (Torino) |

|                          |           |            |
| L. Merli 63’ (rig.), 65’ | Marcatori | 21’ Zuanti |

| Arbitro: | Johannes Tappeiner (Merano) |

|                                    |           |  |
| Baresi 52’ Barbini 75’ Rognoni 79’ | Marcatori |  |

| Arbitro: | André Scialla (Vicenza) |

|  |           |                                   |
|  | Marcatori | 23’ Vitale 36’ Di Luzio 93’ Longo |

| 5 novembre 2017 Turno di riposo |  | – |  |  |

| Arbitro: | Lorenzo Maccarini (Arezzo) |

|             |           |                            |
| Ferrato 37’ | Marcatori | 62’ C. Merli 93’ Vavassori |

| Arbitro: | Deborah Bianchi (Prato) |

|           |           |  |
| Fodri 60’ | Marcatori |  |

| Arbitro: | Federico Spinetti (Albano Laziale) |

|               |           |                                                    |
| Petraglia 30’ | Marcatori | 50’, 60’ (rig.) C. Merli 82’ L. Merli 85’ Barcella |

| Arbitro: | Michele Molinaroli (Piacenza) |

|                                |           |            |
| C. Merli 52’, 55’ Massussi 66’ | Marcatori | 17’ Morosi |

| Arbitro: | Flavio Fantozzi (Civitavecchia) |

|             |           |                          |
| Mannoni 37’ | Marcatori | 2’ C. Merli 36’ L. Merli |

| Arbitro: | Davide Gandino (Alessandria) |

|                                        |           |  |
| C. Merli 48’ L. Merli 94’ Massussi 97’ | Marcatori |  |

| Arbitro: | Francesco Gai (Carbonia) |

|  |           |                |
|  | Marcatori | 61’, 75’ Fodri |

| Arbitro: | Anna Scapolo (Padova) |

|                                        |           |  |
| C. Merli 12’ L. Merli 27’ Massussi 47’ | Marcatori |  |

| Arbitro: | Federico Spinetti (Albano Laziale) |

|                      |           |                        |
| Molteni 33’ Coda 79’ | Marcatori | 32’ L. Merli 82’ Fodri |

#### Girone di ritorno
| Arbitro: | Simone Sfirro (Reggio nell'Emilia) |

|  |           |                        |
|  | Marcatori | 44’ Fodri 81’ L. Merli |

| Arbitro: | Edoardo Papale (Torino) |

|                                 |           |  |
| L. Merli 34’ (rig.) Zamboni 59’ | Marcatori |  |

| Arbitro: | Daniele De Prato (Udine) |

|  |           |                                          |
|  | Marcatori | 14’, 50’, 66’, 82’ C. Merli 23’ L. Merli |

| 11 febbraio 2018 Turno di riposo |  | – |  |  |

| Arbitro: | Francesco Burlando (Genova) |

|                                                     |           |             |
| C. Merli 18’, 75’ L. Merli 39’ (rig.) M. Milesi 87’ | Marcatori | 27’ Ferrato |

| Arbitro: | Riccardo Cannata (Collegno) |

|  |           |                                                          |
|  | Marcatori | 30’ L. Merli 83’ (aut.) Groni 86’ C. Merli 93’ Vavassori |

| Arbitro: | Andrea Arnone (Empoli) |

| |           |             |
| Cirillo 16’ Fodri 19’ L. Merli 23’, 35’, 76’ Vavassori 26’ C. Merli 42’, 80’ Sau 48’ (aut.) Parsani 49’ Cazzato 54’ (aut.) Massussi 61’, 65’, 71’, 73’ | Marcatori | 34’ Cutillo |

| Arbitro: | Edoardo Papale (Torino) |

|                |           |  |
| Stefanazzi 72’ | Marcatori |  |

| Arbitro: | Gianluca Delnotaro (Vico) |

|                                                                      |           |  |
| L. Merli 2’, 35’, 38’ C. Merli 7’, 53’, 68’ Massussi 63’ Cirillo 84’ | Marcatori |  |

| Arbitro: | Simone Gauzolino (Torino) |

|  |           |                                          |
|  | Marcatori | 11’, 31’ L. Merli 54’ C. Merli 76’ Fodri |

| Arbitro: | Anna Scapolo (Padova) |

| |           |  |
| Massussi 3’ Vavassori 7’ L. Merli 10’, 32’, 36’, 50’, 55’, 56’ C. Merli 21’, 33’ G. Milesi 64’ Cirillo 67’ Brasi 68’ (rig.) | Marcatori |  |

| Arbitro: | Davide Giacometti (Gubbio) |

|             |           |                                                    |
| Seghetto 8’ | Marcatori | 20’ (rig.), 26’ L. Merli 48’ Barcella 85’ C. Merli |

| Arbitro: | Andrea Arnone (Empoli) |

|                                         |           |                                |
| C. Merli 68’ Massussi 86’ Foiadelli 90’ | Marcatori | 19’ Coda 57’ Arosio 61’ Moroni |

#### Spareggio promozione
| Arbitro: | Mirko Giuseppe Cimmarusti (Novara) |

|            |                      |              |
| Yeboaa 32’ | Marcatori            | 50’ L. Merli |
|            | Tiri di rigore 4 – 5 |              |

### Coppa Italia

#### Primo turno
Accoppiamento A7
| Arbitro: | Stefano Re Depaolini (Legnano) |

|  |           |                                   |
|  | Marcatori | 40’ Pellegrinelli 90’ Alborghetti |

| Arbitro: | Luca Selvatici (Rovigo) |

|                                                                                      |           |  |
| Pirone 3’, 69’ Monterubbiano 29’, 31’ Piacezzi 54’ Alborghetti 70’ Stracchi 74’, 85’ | Marcatori |  |

## Statistiche
Aggiornate al 13 maggio 2018.

### Statistiche di squadra
| Competizione | Punti | In casa | In casa | In casa | In casa | In casa | In casa | In trasferta | In trasferta | In trasferta | In trasferta | In trasferta | In trasferta | Totale | Totale | Totale | Totale | Totale | Totale | DR  |
| Competizione | Punti | G       | V       | N       | P       | Gf      | Gs      | G            | V            | N            | P            | Gf           | Gs           | G      | V      | N      | P      | Gf     | Gs     | DR  |
| ------------ | ----- | ------- | ------- | ------- | ------- | ------- | ------- | ------------ | ------------ | ------------ | ------------ | ------------ | ------------ | ------ | ------ | ------ | ------ | ------ | ------ | --- |
| Serie B      | 59    | 12      | 10      | 1       | 1       | 57      | 10      | 12           | 9            | 1            | 2            | 31           | 10           | 24     | 19     | 2      | 3      | 88     | 20     | +68 |
| Coppa Italia | -     | 1       | 0       | 0       | 1       | 0       | 2       | 1            | 0            | 0            | 1            | 0            | 8            | 2      | 0      | 0      | 2      | 0      | 10     | -10 |
| Totale       | -     | 13      | 10      | 1       | 2       | 57      | 12      | 13           | 9            | 1            | 3            | 31           | 18           | 26     | 19     | 2      | 5      | 88     | 30     | +58 |

### Statistiche delle giocatrici
| Giocatore     | Serie B  | Serie B | Serie B     | Serie B    | Coppa Italia | Coppa Italia | Coppa Italia | Coppa Italia | Totale   | Totale | Totale      | Totale     |
| Giocatore     | Presenze | Reti    | Ammonizioni | Espulsioni | Presenze     | Reti         | Ammonizioni  | Espulsioni   | Presenze | Reti   | Ammonizioni | Espulsioni |
| ------------- | -------- | ------- | ----------- | ---------- | ------------ | ------------ | ------------ | ------------ | -------- | ------ | ----------- | ---------- |
| R. Ardemagni  | 0        | 0       | 0           | 0          | -            | -            | -            | -            | 0        | 0      | 0           | 0          |
| C. Barcella   | 24       | 2       | 3           | 0          | 1            | 0            | 0            | 0            | 25       | 2      | 3           | 0          |
| M. Bertazzoli | 0        | -0      | 0           | 0          | -            | -            | -            | -            | 0        | -0     | 0           | 0          |
| M. Brasi      | 24       | 1       | 2           | 0          | -            | -            | -            | -            | 24       | 1      | 2           | 0          |
| L. Calvi      | 1        | -3      | 0           | 0          | -            | -            | -            | -            | 1        | -3     | 0           | 0          |
| A. Cirillo    | 15       | 3       | 0           | 0          | -            | -            | -            | -            | 15       | 3      | 0           | 0          |
| C. Crippa     | 1        | 0       | 0           | 0          | -            | -            | -            | -            | 1        | 0      | 0           | 0          |
| V. Fodri      | 24       | 7       | 1           | 0          | 2            | 0            | 0            | 0            | 26       | 7      | 1           | 0          |
| M. Foiadelli  | 10       | 1       | 0           | 0          | 1            | 0            | 0            | 0            | 11       | 1      | 0           | 0          |
| E. Gaspari    | 6        | 0       | 2           | 0          | 2            | 0            | 0            | 0            | 8        | 0      | 2           | 0          |
| L. Lonni      | 23       | -17     | 0           | 0          | 2            | -10          | 0            | 0            | 25       | -27    | 0           | 0          |
| V. Madaschi   | 13       | 0       | 0           | 0          | 1            | 0            | 0            | 0            | 14       | 0      | 0           | 0          |
| C. Massussi   | 23       | 10      | 0           | 0          | 2            | 0            | 0            | 0            | 25       | 10     | 0           | 0          |
| L. Mazzoleni  | 1        | 0       | 0           | 0          | -            | -            | -            | -            | 1        | 0      | 0           | 0          |
| C. Merli      | 24       | 25      | 1           | 0          | 1            | 0            | 0            | 0            | 25       | 25     | 1           | 0          |
| L. Merli      | 23       | 28      | 1           | 0          | 1            | 0            | 0            | 0            | 24       | 28     | 1           | 0          |
| G. Milesi     | 18       | 1       | 0           | 1          | -            | -            | -            | -            | 18       | 1      | 0           | 1          |
| M. Milesi     | 17       | 1       | 0           | 0          | -            | -            | -            | -            | 17       | 1      | 0           | 0          |
| F. Parsani    | 13       | 1       | 0           | 0          | -            | -            | -            | -            | 13       | 1      | 0           | 0          |
| C. Poeta      | 21       | 0       | 2           | 0          | 2            | 0            | 0            | 0            | 23       | 0      | 2           | 0          |
| V. Rossi      | 1        | 0       | 0           | 0          | -            | -            | -            | -            | 1        | 0      | 0           | 0          |
| G. Vavassori  | 24       | 4       | 1           | 0          | 2            | 0            | 0            | 0            | 26       | 4      | 1           | 0          |
| M. Visani     | 1        | 0       | 0           | 0          | -            | -            | -            | -            | 1        | 0      | 0           | 0          |
| C. Viscardi   | 22       | 0       | 2           | 0          | 2            | 0            | 0            | 0            | 24       | 0      | 2           | 0          |
| M. Zamboni    | 18       | 1       | 2           | 1          | 2            | 0            | 0            | 0            | 20       | 1      | 2           | 1          |